# Regina Stoll
Regina Stoll (* 9. Oktober 1955 in Rostock) ist eine deutsche Präventiv- und Sportmedizinerin sowie Hochschullehrerin.

## Leben
Stolls Vater Wolfgang Pahncke war an der Universität Rostock Dozent für Geschichte der Körperkultur sowie Theorie und Geschichte der sozialistischen Körperkultur. Nach dem 1974 in Rostock bestandenen Abitur studierte sie von 1974 bis 1980 Humanmedizin an der Universität Rostock und erhielt 1980 ihre Approbation als Ärztin. Hernach war sie beim Sportmedizinischen Dienst der Deutschen Demokratischen Republik tätig. 1984 wurde an der Universität Rostock ihre Doktorarbeit mit dem Titel „Untersuchungen zur physischen Leistungsfähigkeit und deren Zusammenhang mit Morbidität und Studienergebnissen bei Studierenden eines ersten Studienjahres“ angenommen. 1985 schloss sie ihre Facharztausbildung in der Sportmedizin ab und war ab demselben Jahr am Institut für Arbeitsmedizin der Universität Rostock tätig. 1990 erlangte sie den Titel „Fachärztin für Arbeitsmedizin“. Ab 1998 war Stoll am Institut für Arbeits- und Sozialmedizin in der Hansestadt Oberärztin. Sie wurde 2002 habilitiert, der Titel ihrer Schrift lautete „Ein Beitrag zur individuellen Funktions- und Leistungsdiagnostik in der Arbeitsphysiologie“. Zwischen 2002 und 2010 war Stoll an der Universität Rostock als Privatdozentin für Arbeitsmedizin und Sportmedizin beschäftigt, 2010 wurde sie an derselben Hochschule zur außerplanmäßigen Professorin für Präventivmedizin ernannt. Zwischen 2002 und 2016 war Stoll als Vizepräsidentin des Landesverbandes Mecklenburg-Vorpommern der Deutschen Gesellschaft für Sportmedizin und Prävention im Amt.
2012 wurde der Rostockerin der von der AOK gestiftete Leonardo-Preis für Digitale Prävention verliehen. Stoll wurde 2014 (zusammen mit dem Forum Arbeitsphysiologie) und 2016 mit der Joseph-Rutenfranz-Medaille der Deutschen Gesellschaft für Arbeitsmedizin und Umweltmedizin ausgezeichnet. Dieser Preis wird laut der Gesellschaft an Wissenschaftler vergeben, „die sich durch besondere Leistungen in der Arbeitsphysiologie, als einem bedeutenden Teil der Arbeitsmedizin, ausgezeichnet haben.“
Stoll befasst sich in ihrer wissenschaftlichen Arbeit unter anderem mit der Gesundheit von Lehrkräften sowie mit der Arbeitsbelastung und dem Erholungsverhalten von im Schichtdienst tätigen Menschen. Weitere Schwerpunkte sind die Entwicklung von Anwendungen für präventivmedizinische Dienstleistungen, die Herzfrequenzvariabilität, die Trainingsbelastung bei Freizeitsportlern, Herzfrequenzmessung mit unterschiedlichen Gerätschaften und Gesundheitssport.
Ihr Ehemann Norbert Stoll trat 1994 an der Universität Rostock eine Professur für Prozessmesstechnik an.